# Cleveland (Minnesota)
Cleveland è un comune degli Stati Uniti d'America, situato nello Stato del Minnesota, nella Contea di Le Sueur.